# 馮露沙
馮露沙（葡萄牙語：Lucy Fong，？—），澳門女性節目主持，亦從事藝術行政工作及演出舞臺劇。

## 生平
馮露沙在學時期熱衷話劇，但並無選讀傳播或影視相關科目，早年曾從事藝術行政工作及演出舞臺劇。
2012年加入澳門廣播電視，長期主持該台時事節目《澳門人·澳門事》。
2014年起往北京與臺灣修讀電影課程，後獲得電影管理碩士學位。

## 個人生活
馮露沙曾透露自己罹患驚恐症。

## 主持節目
- 2012年起：《澳門人·澳門事》
- 2016年：《大廚駕到》[5][3]
- 2021年起：《寵物誌》[6][7]
- 2022年起：《咁，得唔得㗎？》[8]

## 參演作品

### 舞臺劇
- 2011年：夢劇社《追尋安卓珍尼》[9][10]
- 2013年：夢劇社《花開花落花王堂》[11][12]
- 2013年：曉角話劇研進社《金光大道之 On Fire S.H.E.》[13]